# فرودگاه مورافنوب
فرودگاه مورافنوب (به لاتین: Morafenobe Airport) فرودگاهی در ماداگاسکار است که در ملاکی واقع شده‌است.